# Omri Sarig
Omri Sarig (1973) é um matemático israelense, que trabalha com teoria ergódica e sistemas dinâmicos.
Obteve um doutorado em 2001 na Universidade de Tel Aviv, orientado por Jonathan Aaronson, com a tese hermodynamic Formalism for Countable Markov Shifts..
Recebeu o Prêmio Erdős de 2013, ano em que também recebeu o Prêmio Michael Brin em Sistemas Dinâmicos..
Foi palestrante convidado do Congresso Internacional de Matemáticos em Hyderabad. (2010).